# إد إتش. كامبل
إد إتش. كامبل هو محامي وسياسي أمريكي، ولد في 6 مارس 1882 في باتل كريك في الولايات المتحدة، وتوفي بنفس المكان في 26 أبريل 1969. نشط حزبياً في الحزب الجمهوري. وقد انتخب عضو مجلس ولاية آيوا ‏ وانتخب عضو مجلس نواب ولاية آيوا ‏ وانتخب عضو مجلس النواب الأمريكي ‏.